# アッピウス・クラウディウス・サビヌス・インレギッレンシス
アッピウス・クラウディウス・サビヌス・インレギッレンシスまたはレギッレンシス（ラテン語: Appius Claudius Sabinus InregillensisまたはRegillensis、生没年不詳）は、パトリキ（貴族）出身の共和政ローマ初期の政務官。紀元前495年に執政官（コンスル）を務めた。

## 出自と家族
アッピウス・クラウディウス・サビヌス・インレギッレンシスはクラウディウス氏族の始祖とされる人物である。もともとはサビニ人でインレギルムまたはレギルム）という街の出身である（ティトゥス・リウィウスはインレギルムと記載し、ハリカルナッソスのディオニュシオスやスエトニウスはレギウムとする。何れにせよその場所は現在では不明であるがレッギルス湖との関連が考えられる）。リウィウスはサビニ人としての名前は「アッティウス・クラウスス」であったとし、スエトニウスは「アッタ・クラウディウス」、ディオニュシオスは「ティトゥス・クラウディウス」としている。カピトリヌスのファスティによると、父のプラエノーメン（第一名、個人名）はマルクスである。
インレギッレンシスには少なくとも二人の息子がいたことが分かっている。一人は紀元前471年の執政官である同名のアッピウス・クラウディウス・サビヌス・インレギッレンシス、もう一人は紀元前460年の執政官ガイウス・クラウディウス・インレギッレンシス・サビヌスである。孫のアッピウス・クラウディウス・クラッスス・インレギッレンシス・サビヌスは十人委員会のメンバーであった (孫でなく前471年の執政官本人とする説もある)。
共和政ローマの成立からまもない紀元前505年、サビニ軍がローマに侵攻するがローマ軍はこれを撃退した。その後サビニではローマとの戦いを続けるか講和するかで意見が分裂するが、インレギッレンシスは講和派であった。主戦派が優勢となると、インレギッレンシスは多くのクリエンテスを引き連れてローマに亡命し、アッピウス・クラウディウスの名を得た。その富と影響力のため、彼にはパトリキの地位が与えられ、さらに元老院議員ともなり、ローマの有力者の一人となった（ディオニュシオスによると、インレギッレンシスが率いてきた数は武器を取れるものだけで500人は下らず、共和政初期のローマにとっては大変な貢献であった。新しい氏族がパトリキとなったのは、これが記録に残る唯一の例である）。彼が率いてきた人々にはアニオ川対岸に土地が与えられ、他のサビニ人とともにクラウディウス氏族の基盤となった。

## 執政官
ローマに亡命してから9年後の紀元前495年、インレギッレンシスは執政官に就任した。同僚執政官はプブリウス・セルウィリウス・プリスクス・ストルクトゥスであった。この年の特筆すべき事項は、最後のローマ王で14年前にローマを追放されていたタルクィニウス・スペルブスが、レギッルス湖畔の戦いでの敗北の後クマエで死亡したことであった。復位を狙うタルクィニウスは共和政ローマにとって脅威であり、そのためにパトリキとプレブス（平民）は団結していたが、それがなくなったことでパトリキはその地位を強化しようとし、両者の紛争は避けがたくなっていた。タルクィニウスが建設していた植民都市シグニア（現在のセーニ）には新しい植民者が送られた。クラウディウス氏族は正式にローマの一員となり、新しいメルクリウス神殿が完成した。
一方で、ウォルスキ族はローマとの戦争の準備を始め、ヘルニキ族の援助を得ただけでなく、ラティウム同盟にも接近した。しかし直近のレギッルス湖畔の戦いでの大敗で、ラティウム側には戦争の気分はなく、ウォルスキの使節団をローマに送り、元老院に戦争の懸念を警告した。ローマはこれに感謝し、6000人のラティウム捕虜を釈放し、また元老院は以前は拒否していたラティウム同盟との条約を検討することに合意した。
しかし、ウォルスキとの戦争の脅威は他の問題にかき消されてしまった。即ち、借金が返せずに債務奴隷となり、鎖につながれた市民の出現であった。この中には、ローマ・サビニ戦争で国のために戦い、その間に家や資産を失った退役兵が含まれていた。正義を求める声は直ぐに市中に広まり、両執政官は急ぎ元老院を召集しようとしたが、議員の多くは身の危険を感じて登院しなかった。インレギッレンシスは、指導者が決意を見せれば市民は従うだろうと考え、騒動を起こしたものの逮捕を促した。他方もう一人の執政官ストルクトゥスは、プレブスの不満の解消を期待して、元老院に交渉を促した。
元老院での議論が続けられている間、ラティウムからウォルスキが侵攻して来るとの情報が届いた。市民の感情は、パトリキはプレブスの力を借りずに自分で戦え、というものであった。この緊急事態に、元老院は執政官ストルクトゥスがよりプレブスの信頼を得られると期待し、彼にプレブスとの和解役を委ねた。ストルクトゥスは市民に対して、共通の敵に立ち向かわなければならないこと、元老院の活動を妨げようとしても何も得られないと説いた。また、ウォルスキとの戦いに志願した者は、債務者に投獄されたり、誰かに譲渡されたりすることはなく、また債権者が家族を虐待することは許されず、今投獄されている人々も来るべき戦いのために解放されるべきと宣言した。
ウォルスキに奇襲を察知した後、ストルクトゥスは、多くが債務から解放された兵からなる前衛部隊を率いてウォルスキを攻撃、これに勝利した。ストルクトゥスはウォルスキの野営地を占領すると、続いてウォルスキの都市スエッサ・ポメティア（en）へと向かい、これも占領した。執政官出征の隙をついてサビニ軍もローマ領に侵入したが、これは前独裁官のアウルス・ポストゥミウス・アルブス・レギッレンシスが撃退し、ストルクトゥスが戻って合流すると、サビニ軍も蹴散らされた。
これに前後して、アウルンキ（en）からの使者が到着し、ローマがウォルキ領から撤退しない限りは戦争を開始すると伝えた。ローマは防備を固め、その間にストルクトゥスはアウルンキニに向かい、アリキア（現在のアリッチャ）近くで大勝利を収めた。
一方ローマではインレギッレンシスが以前の戦いで捕虜となっていた300人のウォルキ兵捕虜をフォルム・ロマヌムで鞭打ちの後斬首した。ストルクトゥスはローマに戻ると凱旋式の実施を求めたが、インレギッレンシスはストルクトゥスが国家ではなくプレブス側に立って扇動を推奨したとして、これに反対した。特にスエッサ・ポメティアで得た戦利品を国庫に収めず、兵士に分配したことを非難した。このため元老院はストルクトゥスの凱旋式実施を認めなかったが、市民はその栄養を讃えて、凱旋行進を実施した。
戦争が勝利に終わると、ローマの債務者達はその救済を求めた。しかし、ストルクトゥスの約束を無視して、インレギッレンシスは最も厳しい処置を行った。彼自身の傲慢な性格とストルクトゥスの信用を落としたいとの欲求から、インレギッレンシスは債務者を債権者再拘束させ、強制労働から解放されていた市民にも同様の宣告をおこなった。市民達はストルクトゥスに救済を再度嘆願したが、ストルクトゥスはインレギッレンシスとその同調者に逆らってできることは多くないと感じていた。実際彼が出来たことはほとんどなく、結果ストルクトゥスも嫌われることとなった。
その後、完成したメルクリウス神殿の献納を両執政官のどちらが行うべきかで両者が合意できなかったため、元老院はその決定をプレブスに委ねた。これはプレブスがストルクトゥスを選ぶことを期待してのものであったが、プレブスが選んだのは百人隊長のマルクス・ラエトリウスであり、元老院とインレギッレンシスの双方を怒らせた。
プレブスは暴徒化し、債務のために拘束された市民のために、彼らの解放と債務の帳消しを求め、インレギッレンシスの命令を無視した。サビニ軍のローマ侵攻の報告が届いても、市民は軍務に服することを拒否した。インレギッレンシスは、元老院の命令に反して債務者に判決を言い渡さず、さらに必要な軍を組織できなかったとしてストルクトゥスを非難した。「それでもなお、ローマは完全に見捨てられてはいない。執政官の権限は放棄されてはいない。私は執政官と元老院の威厳のために一人でも立ち向かうであろう」インレギッレンシスは、訴訟を行ったプレブスの指導者の一人を逮捕したが、その男は人々に訴えた。全てのローマ市民に上訴権を与えたウァレリウス法（紀元前509年）をインレギッレンシスは無視したが、激しい抵抗に会い、結局は逮捕者を釈放せざるを得なかった。この年が終わる前に、プレブスの代表者たちは秘密の会合を行い、翌年の行動を話し合った。

## 聖山事件
翌紀元前494年、アウェンティヌスの丘とエスクイリヌスの丘でのプレブスの会合の内容が、元老院に届いた。元老院はインレギッレンシスのような激しい対応を求め、同年の執政官（アウルス・ウェルギニウス・トリコストゥス・カエリオモンタヌスとティトゥス・ウェトゥリウス・ゲミヌス・キクリヌス）に対して、軍を編成して騒乱を鎮圧しさらにアエクイ、ウォルスキ、サビニへの脅威に備えるよう命令した。しかし、プレブスを圧迫している債務の救済と自由が認められない限り、召集に応じるものはいないであろう。両執政官とものそのような命令を実行できるはずもなく辞任しようとしたが、執政官がこの方策を実施する場合にはその側に立つよう要求した。結局元老院はこの方策をあきらめ、代わりに3つの代案を検討した。執政官カエリオモンタヌスは、全面的な債務取り消しには反対であったが、前年の執政官ストルクトゥスの約束を利用して、ウォルスキ、アウルンキおよびサビニと戦った兵士に関してはこれを認めるとした。執政官を二度、ローマ最初の独裁官も務めたティトゥス・ラルキウスは、一部の債務者にのみ取り消しを認めると、その対象から外れたものが不満を抱くとし、全面的な債務解消のみが解決策であるとした。インレギッレンシスはいかなる救済策にも反対した。真の原因は市民が法を無視し、また訴訟権利が与えられているため、執政官が正当な権限を行使できないためであると考えたためであった。
多くの元老院議員にとっても、インレギッレンシスの意見は過度に厳しいものと思われたが、結局は彼の意見が優位となり、彼自身独裁官に任命される寸前となった。しかし最終的に元老院はマニウス・ウァレリウス・マクシムスを独裁官に指名した。マニウスはローマ市民の訴訟権利を認めたウァレリウス法を制定したプブリウス・ウァレリウス・プブリコラの兄弟であった。マクシムスは信頼を勝ち得ていた人物であり、前年にストルクトゥスが約束した債務の解消と身体の自由を再度訴え、ために10個軍団の編成が可能となった。マクシムスと両執政官はこの軍を率いてアエクイ、ウォルスキ、サビニに勝利した。勝利を得て帰還したマクシムスは凱旋式を実施し、また元老院に約束の履行を促した。しかし元老院はこれを拒否、マクシムスは辞任した。
そのすぐ後、元老院は兵が執政官の命令に服することを期待して、アエクイ軍に対処するために軍に出撃するように命令した。しかし、兵士は反乱を起こし、モンテ・サクロ（聖山）に立て篭もった。ローマは全く無防備となり、残った市民はお互いを恐れた。紀元前503年の執政官アグリッパ・メネニウス・ラナトゥスは元老院にプレブスとの和解を促し、マクシムスを支持した。マクシムスはインレギッレンシスを「国民の敵で、ローマを破壊に導いた寡頭政の王者」と非難していた。一方インレギッレンシスはマクシムスとラナトゥスを弱腰と非難し、プレブスを野獣と表現してあらゆる交渉に対して反対した。
激しい議論の後、元老院は10人の使節を派遣してプレブスと交渉することとした。使節にはマクシムスとラナトゥス、前年の執政官ストルクトゥス、前独裁官ラルキウス等が含まれていた。この紛争は元老院が債務取り消しに最終的に合意 - インレギッレンシスは再び反対したが - したことにより解決した。また、元老院と執政官に対して拒否権を持ち、不可侵特権を持つ護民官が設立された。これによち兵士達はローマに戻ることに同意し「聖山事件」は終結した。
しかし「パトリキとプレブスの対立」はその後2世紀続くことになる。プレブスはより大きな権利と平等を求め、パトリキは国家運営を自身の手に維持するために戦った。その後長年にわたり、インレギッレンシスとその子孫のクラウディウス氏族は、この種のあらゆる改革に対して継続的に反対し続けた。

## その後
翌紀元前493年、ローマは穀物不足に襲われたが、裕福な人々が食料を独占しているとの非難が起こり、再びパトリキとプレブスの紛争が生じた。インレギッレンシスは、再び騒動を起こした市民に強硬な処置を行うよう元老院に求めた。しかし冷静な声が出て、クマイのアリストデモスとエトルリアから食料が輸入された。
2年後の紀元前491年、ローマはまだ飢饉からの回復途中にあり、穀物価格は依然として高騰していた。若き元老院議員ガイウス・マルキウス・コリオラヌス（コリオリでウォルスキに勝利しコリオラヌスのコグノーメンを得ていた）はプレブスに対するインレギッレンシスの確固たる姿勢を評価し、プレブスが護民官を自ら選ぶ特権を放棄しない限り、元老院派彼らに対する救済策を執るべきではないと主張した。コリオラヌスは元老院に市民を飢えさせようとしていると非難され、護民官が彼の逮捕を命じたことで、暴徒から襲われることを免れた。
インレギッレンシスは自らを「プレブスの最大の敵」と認めていたが、コリオラヌスを弁護し、民衆に対して彼らの忘恩、ローマに対する裏切りを非難する大演説を行った。マクシムスは再びこれに反論し、市民はコリオラヌスを裁判にかける権利があり、その場合でも無罪になるか寛大な判決がでるかもしれないと述べた。コリオラヌスは裁判にかけられ、21のトリブス（選挙区）のうち12の賛成で有罪となった。しかし以前の軍事的功績にかんがみ、ローマから追放されるに留まった。
紀元前486年、執政官スプリウス・カッシウス・ウェケッリヌスはヘルニキとの条約を締結し、放棄されていた公有地をプレブスと同盟国市民に分配する、ローマ最初の農地法を提唱した。インレギッレンシスは再びこれに反対の先頭に立ち、まずは十人の議員からなる調査団を派遣して土地利用の実態を調査し、本当に不当な占拠をされた部分があればそれを没収するべきとしたが、細かく土地を分配して利用料を取ると収入も乏しく人々が運用する事が厳しくなり、土地を維持することが不可能になるため、それよりも大土地を国家が直接運用して人々に雇用料を払い、まとまった収入を得て戦費などに充てるべきだと、ウェケッリヌスとその支持者を批判した。反論はあったものの結局アッピウスの意見が採用され、元老院は土地分配のための十人委員会の設立を決定した。ウェケッリヌスの案は拒絶され、執政官の任期が切れた翌年になって、王位を狙ったという罪でパトリキから訴えられた。ウェケッリヌスは有罪とされ、彼自身は死刑、家屋敷も破壊されたが、息子達は助命された
紀元前480年、護民官ティトゥス・ポンティフィキウス（en）が農地改革を促す手段として軍務の拒否をプレブスに勧告した際には、インレギッレンシスは他の護民官の支持を得てこれに反対するよう元老院を説得し、結果元老院は農地改革案をつぶすことに成功している。

## 参考資料
- ティトゥス・リウィウス『ローマ建国史』
- スエトニウス『ローマ皇帝伝』
- ハリカルナッソスのディオニュシオス『ローマ古代誌』
- "Appius Claudius Sabinus Regillensis" (no. 1) in the Dictionary of Greek and Roman Biography and Mythology, William Smith, ed., Little, Brown and Company, Boston (1849).
- T. Robert S. Broughton, The Magistrates of the Roman Republic, American Philological Association (1952).
- Oxford Classical Dictionary, N. G. L. Hammond and H. H. Scullard, eds., Clarendon Press, Oxford (Second Edition, 1970).